# Film sans titre
Pour plus de détails, voir Fiche technique et Distribution.
Film sans titre (titre original : Film ohne Titel) est un film allemand réalisé par Rudolf Jugert et sorti en 1948. Il fait partie de la tradition d'après-guerre des films de décombres.

## Synopsis
Peu après la fin de la Seconde Guerre mondiale, l'équipe de tournage d'un film de cinéma s'interroge sur la légitimité de tourner une comédie malgré les horreurs de la guerre.

## Fiche technique
- Titre original : Film ohne Titel
- Titre américain : Film Without a Name
- Réalisation : Rudolf Jugert
- Scénario : Helmut Käutner, Ellen Fechner et Rudolf Jugert
- Photographie :  Igor Oberberg
- Musique : Bernhard Eichhorn[1]
- Montage : Luise Dreyer-Sachsenberg, Wolfgang Wehrum
- Durée : 99 minutes
- Dates de sortie :
  - Berlin-Ouest : 23 janvier 1948
  - Berlin-Est : 14 décembre 1948
  - États-Unis : 19 octobre 1950

## Distribution
- Hans Söhnker (de) : Martin Delius
- Hildegard Knef : Christine Fleming
- Irene von Meyendorff : Angelika Rösch
- Erich Ponto : Herr Schichtholz
- Carl Voscherau : Bauer Fleming
- Carsta Löck : Frau Schichtholz
- Fritz Wagner : Jochen Fleming
- Käte Pontow : Helene
- Willy Fritsch
- Fritz Odemar

## Distinctions
- 1948 : Léopard de la meilleure interprétation féminine pour Hildegard Knef au Festival du film de Locarno